# Меч духовный
«Меч духовный» — название многих русских литературных памятников XVII и XVIII веков, которые были посвящены религиозно-полемической тематике.

## История возникновения
Название «Меч духовный» заимствовано из послания апостола Павла к Ефесянам: «и шлем спасения возьмите, и меч духовный, который есть Слово Божие» (Еф. 6:17). Слово «меч» представляет собой символ божественной власти и справедливости.
Первая книга, которая получила заглавие «Меч духовный» это сочинение архиепископа Лазаря Барановича, посвящённое царю Алексею Михайловичу, которое издавалась в Киеве и Чернигове в 1666 году.  В этой книге содержатся наставления морального характера, которые призывают удаляться от грехов. Вслед за этим в 1690 году в Москве было издано сочинение братьев Иоанникия и Софрония Лихуд «Мечец Духовный», которое было направлено против католического учения. Спустя некоторое время, заглавие «Меч духовный» начали заимствовать себе и старообрядцы. Примеры таких сочинений можно встретить в книге «История русского раскола» митрополита Макария (Булгакова), в «Раскольнической Библиографии» старообрядца Павла Любопытного, а также в 12-м томе журнала «Киевской старины».